# 泳帽

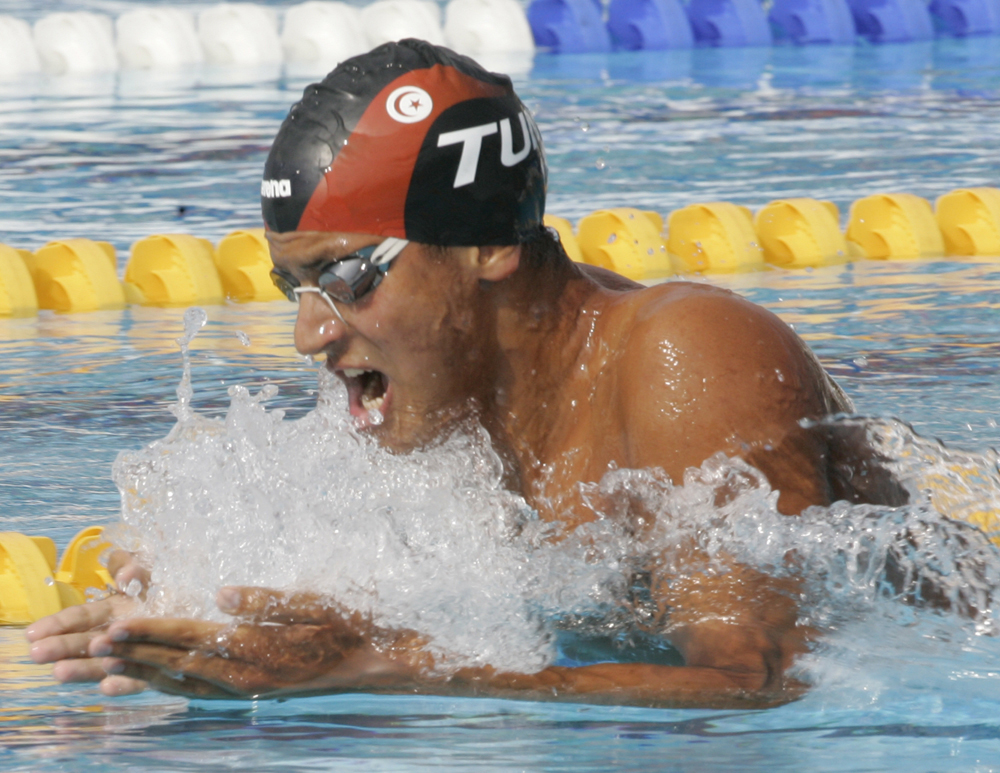
图片中的运动员戴的就是竞速泳帽

泳帽（英語：swimming cap）是游泳時配戴於頭部的裝備。材質以紡織材質（如尼龍、彈性紗）與矽膠或橡胶材質為主。戴泳帽可以在水下作业时防止长髮散开卷入水下的机器，游泳时减少游进时的阻力，还可以保持头发相對干燥，防止头发接触水中的氯离子，在长游中可以给头部保温。

## 历史
20世纪早期，橡胶泳帽流行开来。但是到了二战期间由于战争对橡胶的需求，橡胶泳帽变得很稀有。随着战争的结束，橡胶泳帽重新流行开来。20世纪后半叶各种新的高分子取代了天然橡胶，出现了各种更薄，更耐用的泳帽。

## 质地
常见的泳帽有硅橡胶、橡胶、或氨纶等高分子材料。这些材料不透水，密闭性好，弹性好，可以紧绷在头上。如今因矽膠泳帽容易黏頭髮而紡織材質水阻較大又容易鬆脫，出現了將紡織材質黏附於泳帽內側的混合型泳帽。

## 作用
減少阻力，保護頭髮免受氯或陽光傷害，保持頭髮乾燥，保持頭部溫暖，或（有時與耳塞結合使用）防止水進入耳朵。也可以戴上帽子來識別游泳課的技能水平。
- 保护头发：泳池的水因消毒含氯，氯会对头发造成一定的损伤。[2]
- 防止传播和感染病菌：頭皮上有很多真菌，不能完全被消毒水殺死，进入泳池后如不带泳帽病菌容易传入水中，而后感染他人。[3]
- 便于救生：鮮艷的泳帽比較容易吸引目光。 [3]
- 減少頭髮脫落：防止堵塞泳池的水循环系统。[2]